# Profítis Daniíl
Profítis Daniíl (en grec moderne : Προφήτης Δανιήλ), le prophète Daniel) est un quartier d'Athènes, en Grèce. Situé à l'ouest de la ville, il est bordé par Votanikós, l'Académie de Platon, la commune de Colone,  Sepólia, Rouf et Aigáleo. Le quartier porte le nom de l'église qui y est implantée.